# Yùnzhuǎnshǒu zhī liàn
Yùnzhuǎnshǒu zhī liàn é um filme de drama taiwanês de 2000 dirigido e escrito por Zhang Huakun e Chen Yiwen. Foi selecionado como representante de Taiwan à edição do Oscar 2002, organizada pela Academia de Artes e Ciências Cinematográficas.

## Elenco
- Rie Miyazawa